# Teorema de Erdős–Wintner
O Teorema de Erdős–Wintner é um teorema da Teoria Probabilística dos Números assim nomeado por ter sido provado por Paul Erdős e Aurel Wintner.

## Teoria
Sejam x e y tais que {\displaystyle 2\leq x\leq y.}   A notação 
{\displaystyle v_{x,y}(n;f(n)<=z)}          {\displaystyle (1)}
é a frequencia entre os inteiros n no intervalo semi-aberto {\displaystyle ]x-y;x]} daqueles para os quais a função aditiva real {\displaystyle f(n)} não exceda z.
Seja {\displaystyle c>1} e {\displaystyle N_{j}} uma sequência crescente de inteiros positivos para os quais {\displaystyle N_{j+1}\leq N_{j}^{c}}. 
Seja {\displaystyle M_{j}} uma outra sequência de números inteiros, {\displaystyle M_{j}<=N_{j}}, {\displaystyle \log M_{j}/\log N_{j}\to 1},   já que {\displaystyle j\to \infty }.
Na ordem que as frequências
{\displaystyle v_{N_{j},M_{j}}(n;f(n)\leq z)}          {\displaystyle (2)}
convergem fracamente, como {\displaystyle j\to \infty }, é necessário e suficiente que as três séries
{\displaystyle \sum _{|f(p)|>1}{\frac {1}{p}},\sum _{|f(p)|\leq {1}}{\frac {f(p)}{p}},\sum _{|f(p)|\leq {1}}{\frac {f(p)^{2}}{p}}}          {\displaystyle (3)}
convirjam.

## Resultados
Quando {\displaystyle N_{j}=j} e {\displaystyle M_{j}=j}, este é o Teorema de Erdős–Wintner. Para {\displaystyle N_{j}=j} e algum {\displaystyle M_{j}} que satisfaça {\displaystyle M_{j}/N_{j}\to 0}, em conjunto com a condição acima {\displaystyle \log M_{j}\thicksim \log N_{j}} foi provada por A. J. Hildebrand.